# 툴롱 전투 (1707년)
툴롱 전투는 스페인 왕위 계승 전쟁의 전투 중 하나로 프랑스 남부 툴롱에서 1707년 7월 29일 시작하여 1707년 8월 21일 종결되었다. 프랑스, 스페인군과 싸우기 위해 네덜란드 공화국, 영국군, 사보이아 공국군과 연합한 오스트리아군은 프랑스와 교전하여 패배하였다.
1707년 외젠 공작은 프랑스의 해군요새인 툴롱을 점령하고자 노력하였다. 외젠 공작은 7월 11일에 바르 강(Var)을 넘었다. 그리고 비록 사보이아의 비토르 아마데오 2세(Victor Amadeus II of Savoy)의 나태와 무관심으로 인한 방해에도 불구하고 프레주(Frejus)에 도달하여 쇼벨(Shovell)장군이 지휘하는 영국 함대와 16일 접촉하였다. 그러나 공작의 작전 연기는 며칠간의 지연을 불러왔고, 베릭은 스페인에서 테세(Tessé) 원수에게 보낼 지원군을 얻는 시간을 벌어 동맹군이 도착하는 7월 26일 이전에 도착할 수 있었다.
8월 14일, 테세는 동맹군이 일 주일전 공략한 산타 카타리나(Santa Catarina)의 거점을 장악할 수 있었고, 외젠 공작은 자신의 작전이 위험하고, 또 툴롱을 함락할 기회도 별로 없다고 생각했기에 8월 22일 공격을 포기하고, 바르 강을 넘어 퇴각했다. 이 불운한 작전에서 병사 10,000명을 잃었다.
이 전역의 결과는 오직 그들의 함선을 적의 손에 넘어가는 것을 방지하기 위해 프랑스 군이 도크에 정박해 있던 50척에 달하는 모든 함선을 자침시킨 것이었고, 이로 인해 지중해에서 영국군의 힘이 공고히 되었다는 것이다.